# Lissabons tunnelbana
Lissabons tunnelbana är ett tunnelbanenät i Lissabon, Portugal. Tunnelbanan invigdes 29 december 1959. Den är 45,5 km lång och innehåller 50 stationer (56 om man räknar med gemensamma stationer). Den är fördelad på fyra linjer: blå, gul, grön och röd. Den genomgick en stor förändring och renovering i samband med världsutställningen i Lissabon, Expo 98. Antal passagerare är cirka 500.000 per dag, 180 milj per år.
Vagnparken, som varit oförändrad sedan 2003, består av 338 vagnar var 225 är motordrivna, resterande 113 är släpvagnar.

## Linjer
| Linje | Sträcka                    | Invigd    | Längd   | Stationer |
| 1     | Santa Apolónia – Reboleira | 1959-2007 | 13,7 km | 18        |
| 2     | Rato – Odivelas            | 1959-2004 | 11 km   | 13        |
| 3     | Cais do Sodré – Telheiras  | 1963-2002 | 9 km    | 13        |
| 4     | São Sebastião – Aeroporto  | 1998-2012 | 11 km   | 12        |

Den blå linjen förlängdes 2016 med en station. På längre sikt planeras fler utbyggnader.
Det finns även ett nät med pendeltåg på ordinarie järnväg. De utgår från några olika stationer som ligger vid tunnelbanestationer.

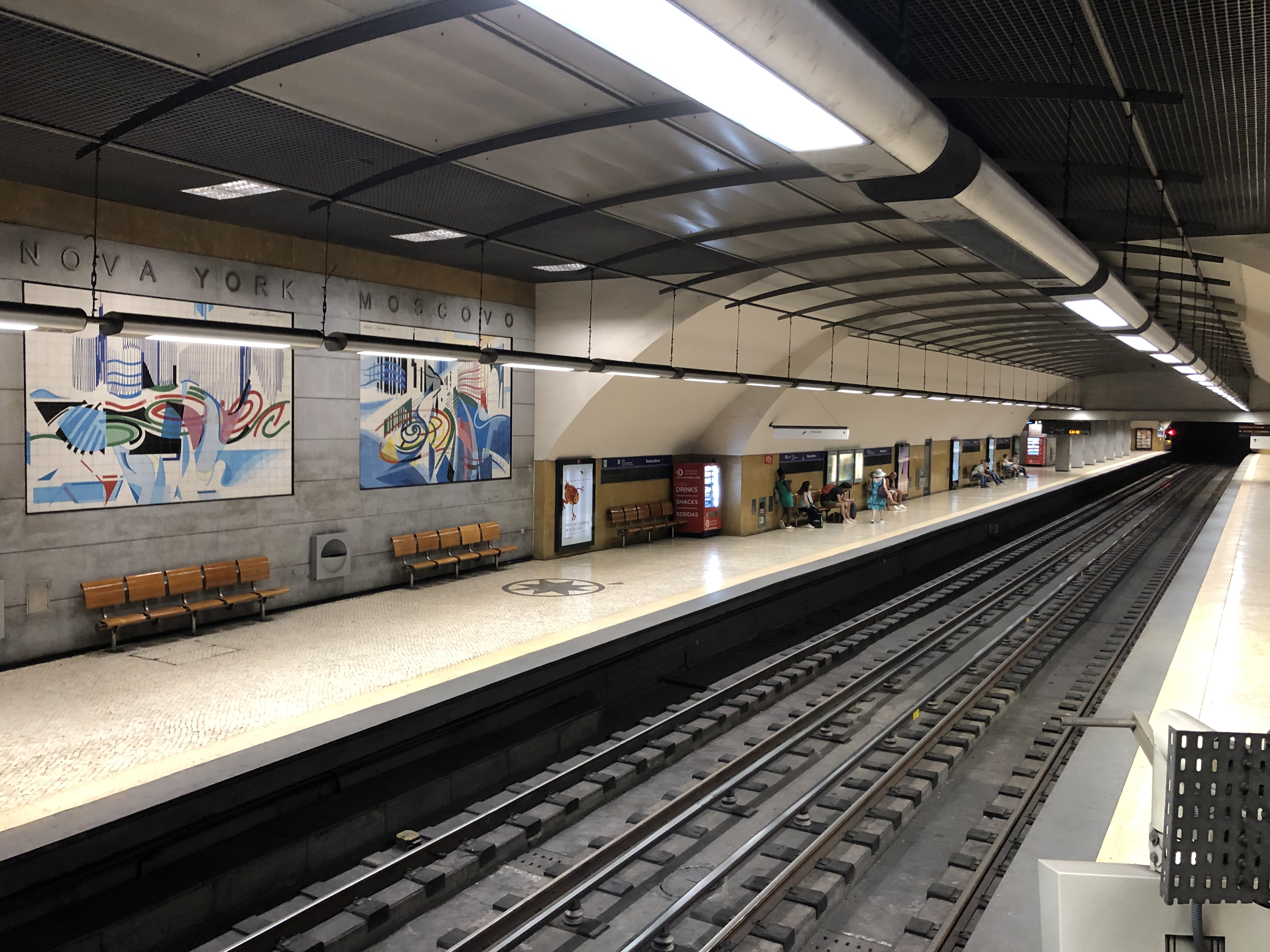
Restauradores
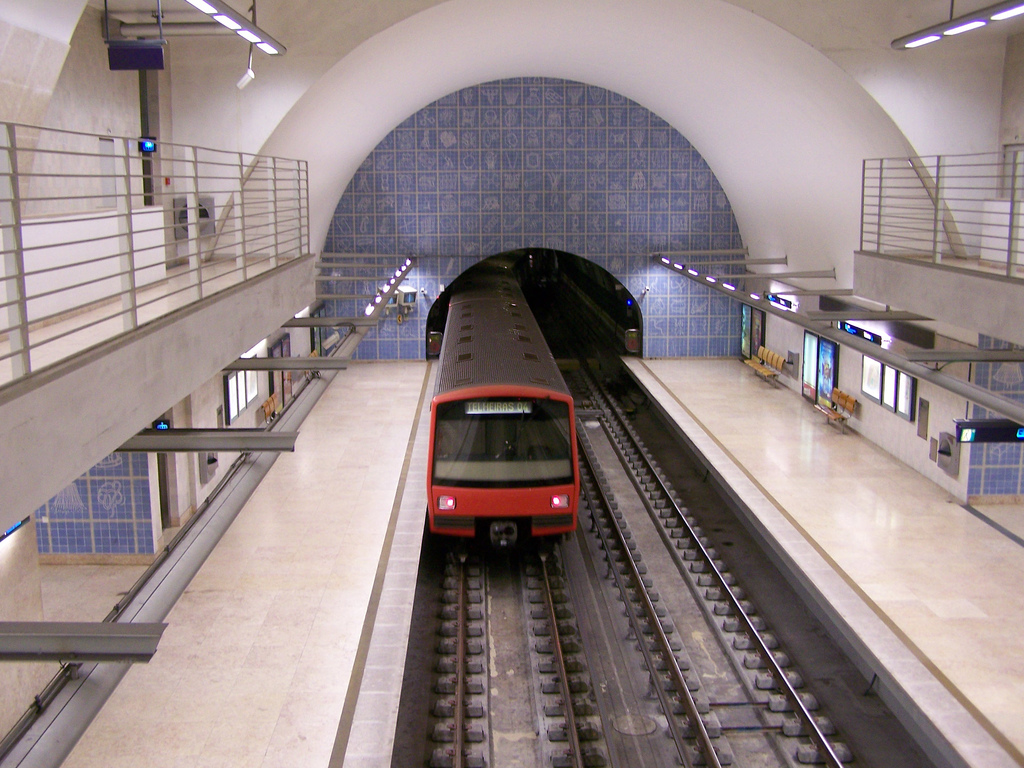
Telheiras
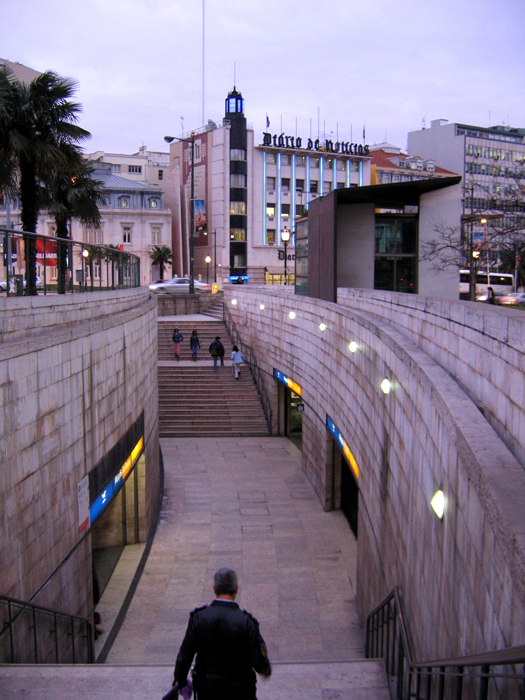
Ingången vid Marques de Pombal